# Krótka historia siedmiu zabójstw
Krótka historia siedmiu zabójstw (ang. A Brief History of Seven Killings) – trzecia powieść jamajskiego pisarza Marlona Jamesa wydana 2 października 2014 przez Riverhead Books, za którą autor otrzymał 13 października 2015 Nagrodę Bookera.
Akcja powieści dzieje się na Jamajce oraz w Nowym Jorku, zaś jej fabuła toczy się na przestrzeni trzech dekad wokół próby zabójstwa Boba Marleya 3 grudnia 1973 – autor wykorzystał podczas pisania książkę Timothy’ego White’a Catch a fire: życie Boba Marleya oraz jego artykuł z czasopisma „Spin” z czerwca 1991↓. Wśród 75 postaci wiodącą rolę gra gangster Josey Wales. 
Powieść została opisana jako „bardzo brutalna” i „pełna przekleństw” (porównano ją również do stylu Quentina Tarantino, a Michiko Kakutani określiła ją jako „remake The Harder They Come w wykonaniu Tarantina, ale ze ścieżką dźwiękową Boba Marleya oraz scenariuszem Olivera Stone’a i Williama Faulknera”). Sam autor stwierdził, iż była ona inspirowana reggae, a pomysł jej napisania powstał jeszcze przed powstaniem jego wcześniejszych powieści. Początkowo A Brief History of Seven Killings miała być krótką książką, ostatecznie jednak ma około 690 stron. 
HBO zapowiedziało stworzenie serialu telewizyjnego, którego oparty na książce scenariusz miałby być napisany przez Jamesa oraz Erica Rotha.
Książka została w 2014 uhonorowana nagrodami Anisfield-Wolf Book Award for Fiction i Minnesota Book Award for Novel & Short Story, a w 2015 uzyskała nagrodę 2015 American Book Award, a także znalazła się w finale National Book Critics Circle Award. Ponadto 13 października 2015 Marlon James otrzymał za nią Nagrodę Bookera (Michael Wood, przewodniczący jury, stwierdził, że jednomyślna decyzja o przyznaniu nagrody zapadła w mniej niż dwie godziny).
Powieść została przetłumaczona na język polski przez Roberta Sudoła i ukazała się nakładem Wydawnictwa Literackiego w 2016 (ISBN 978-83-08-06221-0).